# 荻野駅
荻野駅（おぎのえき）は、福島県喜多方市高郷町上郷にある、東日本旅客鉄道（JR東日本）磐越西線の駅である。

## 歴史
かつては周辺で採れる石材の貨物輸送が行われていた。
- 1914年（大正3年）11月1日：鉄道院の駅として開業[3]。
- 1972年（昭和47年）9月1日：貨物の取り扱いを廃止[5]。
- 1978年（昭和53年）：コンクリート駅舎に改築。
- 1983年（昭和58年）2月28日：業務委託化[6]。
- 1984年（昭和59年）2月1日：荷物の扱いを廃止[5]。
- 1985年（昭和60年）3月14日：駅員無配置駅となる[7]（簡易委託化）。
- 1987年（昭和62年）4月1日：国鉄分割民営化により、JR東日本の駅となる[8]。

## 駅構造
単式ホーム1面1線を有する地上駅である。かつては島式ホーム1面2線であったが、駅舎寄りの旧下り線の線路が撤去された。
新津駅管理の簡易委託駅である。喜多方市が受託し、実際の業務は喜多方観光物産協会に再委託している。駅舎内には切符売り場のほか、待合室や自動販売機などがある。このほか、水洗式便所がある。

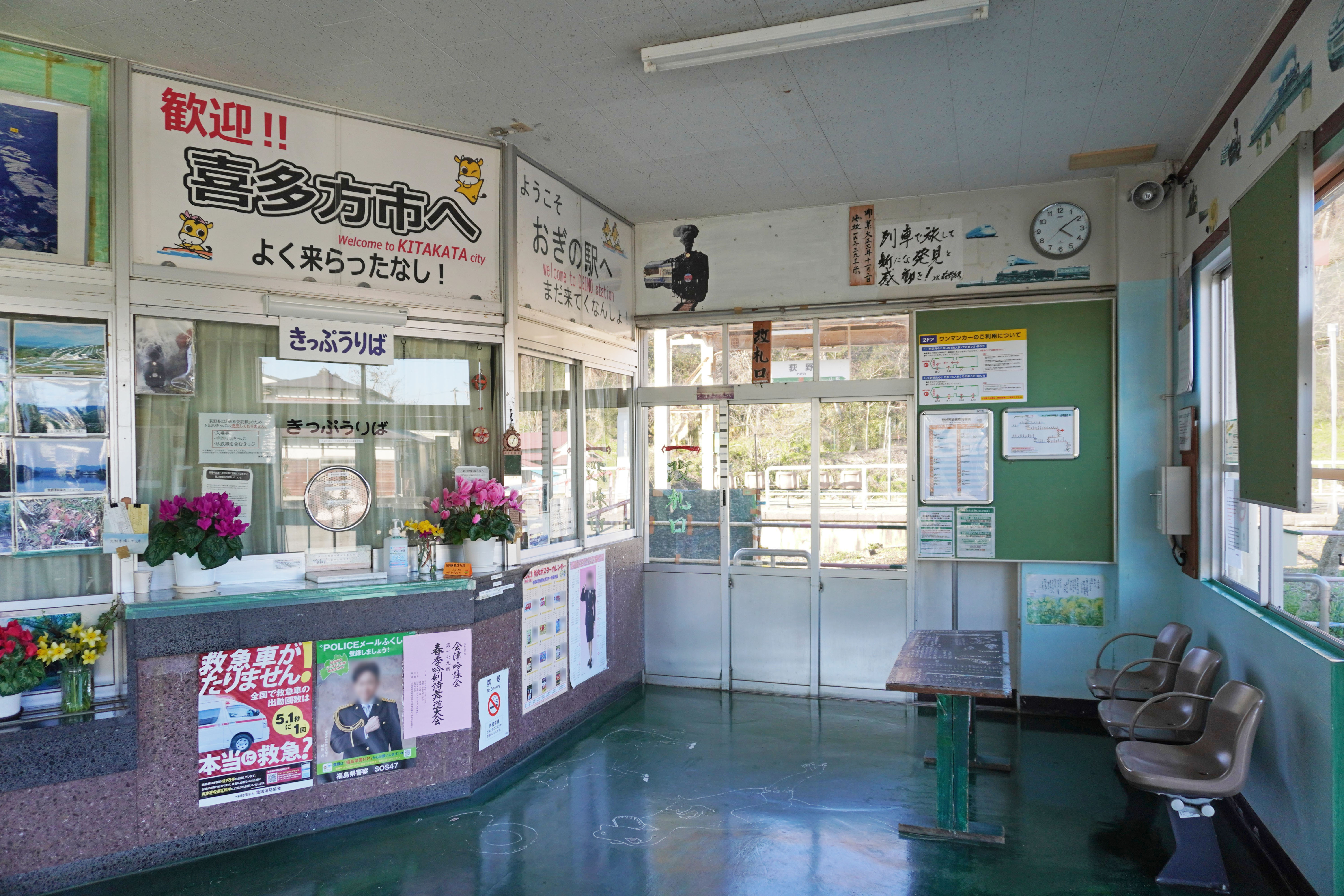
改札口と切符売り場（2023年4月）
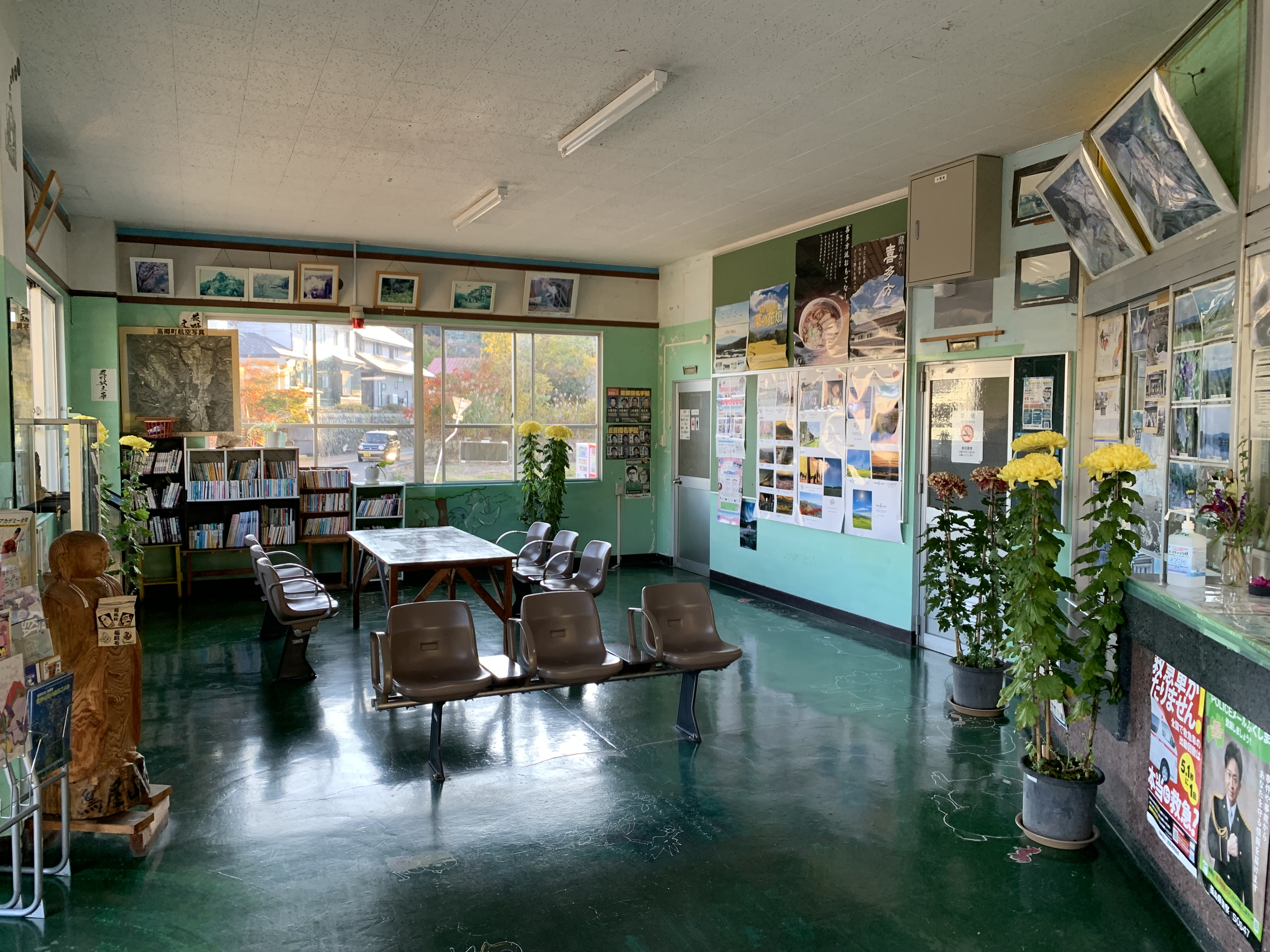
待合室（2022年11月）
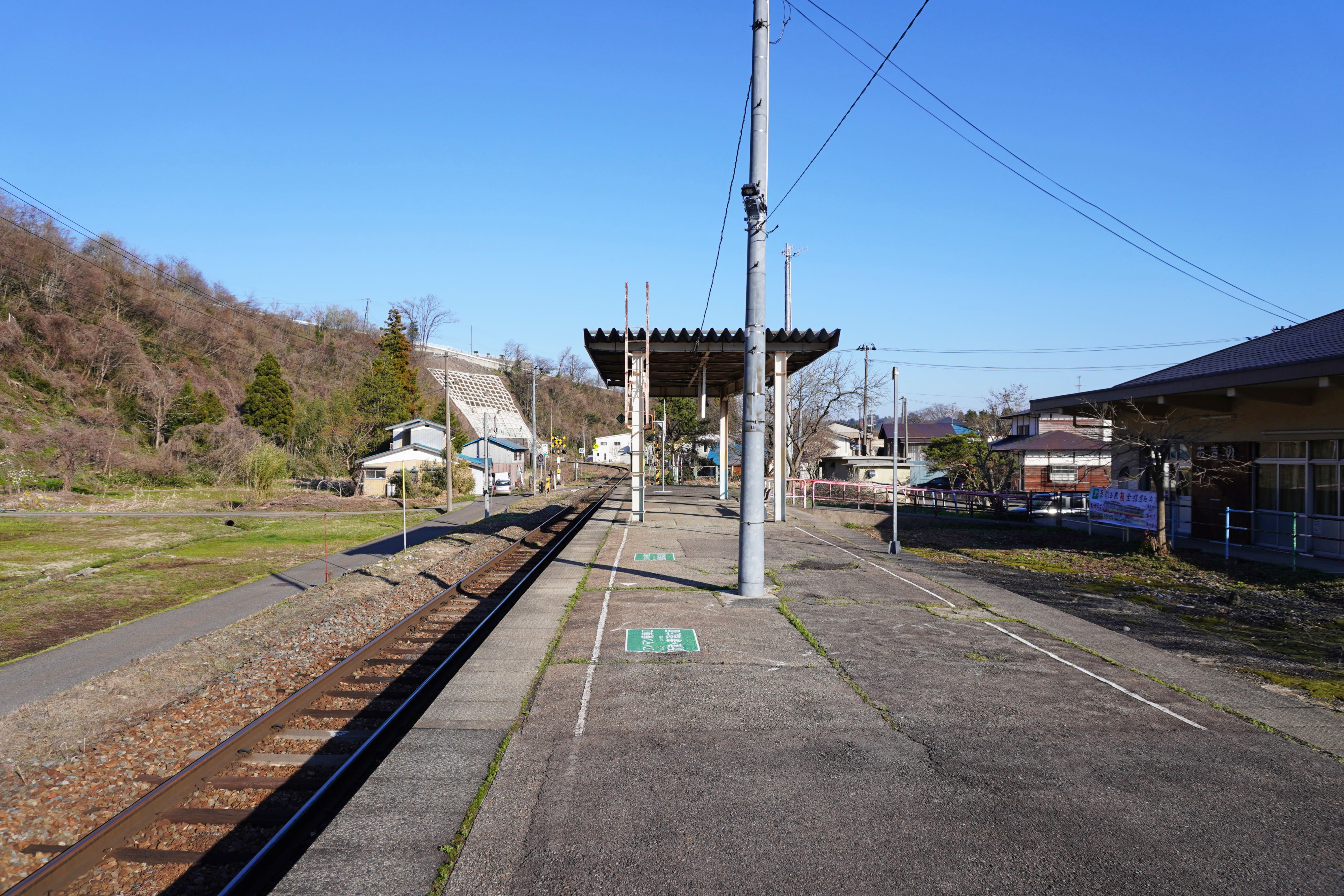
ホーム（2023年4月）

## 利用状況
JR東日本によると、2023年度（令和5年度）の1日平均乗車人員は21人である。
2000年度（平成12年度）以降の推移は以下のとおりである。
| 1日平均乗車人員推移 | 1日平均乗車人員推移 | 1日平均乗車人員推移 | 1日平均乗車人員推移 | 1日平均乗車人員推移 |
| 年度                | 定期外              | 定期                | 合計                | 出典                |
| ------------------- | ------------------- | ------------------- | ------------------- | ------------------- |
| 2000年（平成12年）  |                     |                     | 83                  | [ 利用客数 2 ]      |
| 2001年（平成13年）  |                     |                     | 93                  | [ 利用客数 3 ]      |
| 2002年（平成14年）  |                     |                     | 93                  | [ 利用客数 4 ]      |
| 2003年（平成15年）  |                     |                     | 92                  | [ 利用客数 5 ]      |
| 2004年（平成16年）  |                     |                     | 87                  | [ 利用客数 6 ]      |
| 2005年（平成17年）  |                     |                     | 80                  | [ 利用客数 7 ]      |
| 2006年（平成18年）  |                     |                     | 73                  | [ 利用客数 8 ]      |
| 2007年（平成19年）  |                     |                     | 64                  | [ 利用客数 9 ]      |
| 2008年（平成20年）  |                     |                     | 60                  | [ 利用客数 10 ]     |
| 2009年（平成21年）  |                     |                     | 55                  | [ 利用客数 11 ]     |
| 2010年（平成22年）  |                     |                     | 53                  | [ 利用客数 12 ]     |
| 2011年（平成23年）  |                     |                     | 52                  | [ 利用客数 13 ]     |
| 2012年（平成24年）  | 16                  | 25                  | 41                  | [ 利用客数 14 ]     |
| 2013年（平成25年）  | 13                  | 23                  | 36                  | [ 利用客数 15 ]     |
| 2014年（平成26年）  | 13                  | 18                  | 31                  | [ 利用客数 16 ]     |
| 2015年（平成27年）  | 14                  | 13                  | 28                  | [ 利用客数 17 ]     |
| 2016年（平成28年）  | 14                  | 11                  | 25                  | [ 利用客数 18 ]     |
| 2017年（平成29年）  | 12                  | 8                   | 20                  | [ 利用客数 19 ]     |
| 2018年（平成30年）  | 12                  | 9                   | 21                  | [ 利用客数 20 ]     |
| 2019年（令和元年）  | 11                  | 11                  | 22                  | [ 利用客数 21 ]     |
| 2020年（令和02年）  | 6                   | 9                   | 16                  | [ 利用客数 22 ]     |
| 2021年（令和03年）  | 9                   | 9                   | 19                  | [ 利用客数 23 ]     |
| 2022年（令和04年）  | 8                   | 12                  | 21                  | [ 利用客数 24 ]     |
| 2023年（令和05年）  | 9                   | 12                  | 21                  | [ 利用客数 1 ]      |

## 駅周辺
合宿や各種大会が行われる福島県営荻野漕艇場の最寄駅であり、周辺に数多くの民宿があることが特筆される。
駅周辺には十数本の八重桜が植樹されている。周辺には飲食店やアートギャラリー、味噌醸造店などがある。
かつて駅北側に雷神山スキー場があったが廃止となり、2010年（平成22年）以降は地域ぐるみで整備された花の名所「雷神山花の森」となっている。
- 福島県営荻野漕艇場
- 高郷郷土資料館
- 会津高郷郵便局
- 喜多方市役所荻野出張所
- 喜多方市立高郷中学校
- カイギュウランドたかさと
- 喜多方市役所高郷総合支所（旧・高郷村役場）
- 阿賀川
- 福島県道16号喜多方西会津線
- 福島県道367号新郷荻野停車場線

### バス路線
会津坂下町から、喜多方市高郷町を結ぶ会津バス荻野線が運行されていたが、2021年（令和3年）9月末をもって廃止され、同年10月からは予約制交通「みんべぇ」が運行されている。

## 隣の駅
東日本旅客鉄道（JR東日本）
■磐越西線
山都駅 - 荻野駅 - 尾登駅

### 記事本文
1. 1 2 3  “駅の情報（荻野駅）：JR東日本”.   東日本旅客鉄道. 2024年11月16日閲覧。
2. 1 2 3 4  『週刊JR全駅・全車両基地』第50号、朝日新聞出版、2013年8月4日、25頁、2014年10月24日閲覧。
3. 1 2  歴史でめぐる鉄道全路線 国鉄・JR 6号、14頁
4. ↑  “【鉄路と生きる（2）】第1部 磐越西線 産業育てた輸送力 石採掘、地域の礎に”. 福島民報. (2022年12月11日)
5. 1 2  石野哲（編）『停車場変遷大事典 国鉄・JR編 Ⅱ』（初版）JTB、1998年10月1日、517頁。ISBN 978-4-533-02980-6。
6. ↑  「国鉄各線CTC化急ピッチ」『交通新聞』交通協力会、1983年3月1日、1面。
7. ↑  「通報 ●福知山線石生駅ほか147駅の駅員無配置について（旅客局）」『鉄道公報号外』日本国有鉄道総裁室文書課、1985年3月12日、15-16面。
8. ↑  歴史でめぐる鉄道全路線 国鉄・JR 6号、17頁
9. 1 2  “太古のロマンあふれる高郷 観光案内絵地図”.   喜多方市観光物産協会 高郷支部 (2021年5月). 2025年6月20日閲覧。
10. ↑  “あいづ農家民宿ガイドブック”.   福島県会津農林事務所 (2019年3月). 2025年6月20日閲覧。
11. ↑  “きたかた農泊ガイドブック”.   喜多方市 観光交流課 (2025年2月). 2025年6月20日閲覧。
12. ↑  “【桜紀行】JR荻野駅のヤエザクラ”. 福島民報. (2024年4月18日)
13. ↑  「会津まち歩記 高郷町」『会津ファン』第15巻、会津ファンクラブ事務局、2021年7月、7-8頁。
14. ↑  町内運行の路線バスについて - 会津坂下町（2021年7月11日アーカイブ） - 国立国会図書館Web Archiving Project
15. ↑  「広域路線バス「荻野線」と予約型乗合交通「みんべぇ号」の再編」（PDF）『広報きたかたお知らせ版』、喜多方市、2021年9月、2頁。

### 利用状況
1. 1 2  “各駅の乗車人員（2023年度）”.   東日本旅客鉄道. 2024年7月21日閲覧。
2. ↑  “各駅の乗車人員（2000年度）”.   東日本旅客鉄道. 2019年2月24日閲覧。
3. ↑  “各駅の乗車人員（2001年度）”.   東日本旅客鉄道. 2019年2月24日閲覧。
4. ↑  “各駅の乗車人員（2002年度）”.   東日本旅客鉄道. 2019年2月24日閲覧。
5. ↑  “各駅の乗車人員（2003年度）”.   東日本旅客鉄道. 2019年2月24日閲覧。
6. ↑  “各駅の乗車人員（2004年度）”.   東日本旅客鉄道. 2019年2月24日閲覧。
7. ↑  “各駅の乗車人員（2005年度）”.   東日本旅客鉄道. 2019年2月24日閲覧。
8. ↑  “各駅の乗車人員（2006年度）”.   東日本旅客鉄道. 2019年2月24日閲覧。
9. ↑  “各駅の乗車人員（2007年度）”.   東日本旅客鉄道. 2019年2月24日閲覧。
10. ↑  “各駅の乗車人員（2008年度）”.   東日本旅客鉄道. 2019年2月24日閲覧。
11. ↑  “各駅の乗車人員（2009年度）”.   東日本旅客鉄道. 2019年2月24日閲覧。
12. ↑  “各駅の乗車人員（2010年度）”.   東日本旅客鉄道. 2019年2月24日閲覧。
13. ↑  “各駅の乗車人員（2011年度）”.   東日本旅客鉄道. 2019年2月24日閲覧。
14. ↑  “各駅の乗車人員（2012年度）”.   東日本旅客鉄道. 2019年2月24日閲覧。
15. ↑  “各駅の乗車人員（2013年度）”.   東日本旅客鉄道. 2019年2月24日閲覧。
16. ↑  “各駅の乗車人員（2014年度）”.   東日本旅客鉄道. 2019年2月24日閲覧。
17. ↑  “各駅の乗車人員（2015年度）”.   東日本旅客鉄道. 2019年2月24日閲覧。
18. ↑  “各駅の乗車人員（2016年度）”.   東日本旅客鉄道. 2019年2月24日閲覧。
19. ↑  “各駅の乗車人員（2017年度）”.   東日本旅客鉄道. 2019年2月24日閲覧。
20. ↑  “各駅の乗車人員（2018年度）”.   東日本旅客鉄道. 2019年7月21日閲覧。
21. ↑  “各駅の乗車人員（2019年度）”.   東日本旅客鉄道. 2020年7月13日閲覧。
22. ↑  “各駅の乗車人員（2020年度）”.   東日本旅客鉄道. 2021年7月11日閲覧。
23. ↑  “各駅の乗車人員（2021年度）”.   東日本旅客鉄道. 2022年8月10日閲覧。
24. ↑  “各駅の乗車人員（2022年度）”.   東日本旅客鉄道. 2023年7月12日閲覧。